# Ellen Umlauf
Eleonora „Ellen“ Umlauf (* 17. August 1925 in Wien; † 18. oder 19. Februar 2000 in Rotorua, Neuseeland), verheiratete Umlauf-Rueprecht, war eine österreichische Schauspielerin, Ballett-Tänzerin, Autorin, Regisseurin und Produzentin.

## Leben

### Wirken
Nach ihrem Studium am Max-Reinhardt-Seminar wurde Ellen Umlauf Ballett-Tänzerin, die in den Opernhäusern von Breslau und Graz als Solotänzerin auftrat. Ab 1949 wirkte sie als Schauspielerin in Berlin, München, Düsseldorf, Zürich und Wien und war auch als Filmschauspielerin sehr erfolgreich. Zum österreichischen Fernsehstar wurde Ellen Umlauf mit ihrer Rolle als die intrigante Frau Kaiser in der Wiener TV-Serie Kaisermühlen-Blues. 1998 spielte sie in Hinterholz 8 unter der Regie von Harald Sicheritz neben Roland Düringer, Reinhard Nowak, Nina Proll, Andrea Händler und Wolfgang Böck. Aber auch als Bühnenschauspielerin im Wiener Schauspielhaus und an der Wiener Volksoper erfreute sie sich großer Beliebtheit. Ihre letzte Bühnenrolle war Ende 1999 die Hexe in Cordula Trantows Inszenierung von Faust I.
Ihre schauspielfreien Zeiten verbrachte Ellen Umlauf gerne in der Südsee, vor allem im Inselstaat Fidschi, welcher ihr zur zweiten Heimat wurde. Als Produzentin schuf sie mehrere Dokumentarfilme über diese und andere Regionen der Südsee und ihr Zusammenleben mit den Menschen dort.

### Privates
Eleonora „Ellen“ Umlauf war die jüngere Tochter des Privatangestellten Robert Umlauf und der Kinder- und Jugendbuchautorin Annelies Umlauf-Lamatsch; deren ältere Tochter Annelies wurde 1922 geboren.
Ellen Umlauf-Rueprecht war mit dem Schauspieler Albert Rueprecht verheiratet, aus der Ehe stammt der Sohn Alexander Rueprecht. Aus einer weiteren Beziehung hatte sie die Tochter Antonia Umlauf.

### Unklare Todesumstände
Ellen Umlauf-Rueprecht hielt sich im Februar 2000 für eine Filmproduktion in Neuseeland auf. Nachdem sie am 18. Februar noch mit einer Freundin telefonierte und offenbar während des Gesprächs zusammengebrochen war, wurde sie am nächsten Morgen in ihrem Hotelzimmer im Sulphur City Motel in Rotorua (Neuseeland) vom Besitzer tot aufgefunden. Während anfänglich von einem Herzversagen ausgegangen wurde, ergab eine Blutuntersuchung des Environmental Science and Research Institute, dass Umlauf giftige Schwefelwasserstoffwerte in ihrem Blut hatte, die eine schwere Vergiftung durch das Gas darstellten. Es wurde angenommen, dass sie an den Folgen dieser Vergiftung, die von unterirdischer vulkanischer Aktivität herrührte, verstorben ist. Ellen Umlauf wurde 74 Jahre alt. Ihre Asche wurde ihrem Sohn zufolge an einem nahegelegenen Strand ins Meer gestreut.

## Filmografie
- 1951: Zwei in einem Auto
- 1952: Wienerinnen
- 1955: Geheimnis einer Ärztin
- 1956: Liebe, die den Kopf verliert
- 1957: Scherben bringen Glück
- 1961: Das Wunder des Malachias
- 1961: Die Fledermaus
- 1962: Bekenntnisse eines möblierten Herrn
- 1962–1963: Funkstreife Isar 12 (Fernsehserie)
- 1963: Allotria in Zell am See
- 1963: Das Kriminalmuseum – Fünf Fotos (Fernsehserie)
- 1963–1964: Interpol
  - Der Trick mit dem Schlüssel
  - Die Dame mit dem Spitzentuch
- 1964: Das Kriminalmuseum – Der Füllfederhalter
- 1965: Kommissar Freytag (Fernsehserie): Schließfach 1026
- 1965: Die Liebesquelle
- 1965: Die fünfte Kolonne: Tivoli
- 1965: Mädchen hinter Gittern
- 1965: Man soll den Onkel nicht vergiften
- 1965: Der Nachtkurier meldet – Der Mann, der nie aufgab
- 1965: Don Juan oder Die Liebe zur Geometrie
- 1967: Das Kriminalmuseum – Die rote Maske
- 1968: Madame Legros
- 1966: Wilder Reiter GmbH
- 1968: Der Vater und sein Sohn (Fernsehserie)
- 1968: Der nächste Herr, dieselbe Dame
- 1968: Pater Brown: Das Alibi einer Schauspielerin
- 1969: Graf Porno und seine Mädchen
- 1969: Der Kommissar (Fernsehreihe): Die Tote im Dornbusch
- 1969: Ein dreifach Hoch dem Sanitätsgefreiten Neumann
- 1969: Der Mann mit dem goldenen Pinsel
- 1969: Ende eines Leichtgewichts (Fernsehfilm)
- 1970: Engel, die ihre Flügel verbrennen
- 1970: Die Journalistin: Eskapaden in Seefeld
- 1970: Ich schlafe mit meinem Mörder
- 1971: Mache alles mit
- 1971: Der Kommissar: Ende eines Tanzvergnügens
- 1971: Salome (Fernsehfilm)
- 1971: Der erste Frühlingstag (Fernsehfilm)
- 1971: Hausfrauen-Report
- 1972: Ferdy und Ferdinand (Fernsehfilm)
- 1972: Der Kommissar: Ein Amoklauf
- 1972: Die jungen Ausreißerinnen
- 1973: Die Powenzbande (Fernsehserie)
- 1973: Blau blüht der Enzian
- 1973: Hexen – geschändet und zu Tode gequält
- 1973: Crazy – total verrückt
- 1973: Der Bastian (Fernsehserie)
- 1973: Kara Ben Nemsi Effendi (Fernsehserie)
- 1974: Der kleine Doktor (Fernsehserie): Die Notbremse
- 1974: Die letzten Tage von Gomorrha (Fernsehfilm)
- 1974: Schattenreiter (Fernsehfilm)
- 1975: So oder so ist das Leben
- 1975: Der letzte Schrei
- 1975: Der Kommissar: Das goldene Pflaster
- 1975: Der schwarze Engel
- 1976: Die Elixiere des Teufels
- 1976: Goldflocken
- 1976: Mosquito der Schänder
- 1977: Belcanto oder Darf eine Nutte schluchzen?
- 1977: Das Schlangenei (The Serpent’s Egg)
- 1977: Drei sind einer zuviel (Fernsehserie)
- 1977: Das chinesische Wunder
- 1977: Die Ratten (Fernsehfilm)
- 1977, 1978: Polizeiinspektion 1 (Fernsehserie, zwei Folgen)
- 1978: Zwei himmlische Töchter (Fernsehserie): Ein Sarg nach Leech
- 1979: Kesse Teens und irre Typen
- 1979: Graf Dracula (beisst jetzt) in Oberbayern
- 1979: So ’ne und so ’ne (Fernsehserie)
- 1981: Freak Orlando
- 1982: Tag der Idioten
- 1983: Büro, Büro (Fernsehserie)
- 1984: Kaltes Fieber
- 1984: Gespenstergeschichten: Im Schatten des Zweifels
- 1984: Her mit den kleinen Schweinchen
- 1984: Fluchtpunkt Berlin (Flight to Berlin)
- 1985: Sterne fallen nicht vom Himmel (Fernsehfilm)
- 1986: Schloßherren (Fernsehserie)
- 1987: Tatort – Gegenspieler
- 1988: Die Venusfalle
- 1988: Nabuli (nur Regie)
- 1989: Meister Eder und sein Pumuckl: Pumuckl auf Hexenjagd
- 1989: Zwei Frauen
- 1989: Jenseits von Blau
- 1990: Hotel zu Unsterblichkeit (Wings of Fame)
- 1991: Ein Schloss am Wörthersee (Fernsehserie)
- 1992: Lindenstraße (Fernsehserie): Eigene Wege
- 1992–2000: Kaisermühlen Blues (Fernsehserie)[8]
- 1993: Justiz
- 1993: Tierärztin Christine (Fernsehfilm)
- 1994: Zigeunerleben
- 1995: Tierärztin Christine II: Die Versuchung (Fernsehfilm)
- 1995: Der schwarze Fluch – Tödliche Leidenschaften (Fernsehfilm)
- 1995: Pumuckl TV (Fernsehserie)
- 1996: Happy Weekend
- 1996: Der Hausbesorger oder Ein kurzer Film über die Ordnung
- 2002: Jedermanns Fest (EA 2002)
- 1997: Der Coup (Fernsehfilm)
- 1998: Hinterholz 8
- 1999: Dolphins
- 2001: Ene mene muh – und tot bist du